# Левжа
Ле́вжа (рос. Левжа, ерз. Левож) — село у складі Рузаєвського району Мордовії, Росія. Адміністративний центр та єдиний населений пункт Левженського сільського поселення.

## Населення
Населення — 1036 осіб (2010; 1005 у 2002).
Національний склад (станом на 2002 рік):
- мокшани — 82 %

## Відомі особистості
В поселенні народилась:
- Антонова Марія Миколаївна (1926—2020) — мокша співачка.